# کریستوف پروبست
کریستوف پروبست (انگلیسی: Christoph Probst؛ ۶ نوامبر ۱۹۱۹ – ۲۲ فوریهٔ ۱۹۴۳) دانشجوی پزشکی و عضو گروه رز سفید از مقاومت آلمان بود.

## رز سفید
رز سفید یک جنبش مقاومت غیرخشونت آمیز در آلمان نازی به رهبری یک گروه از دانشجویان و استادان دانشگاه مونیخ بود. کریستوف پروبست همراه با خواهر و برادر شول(هانس شول و سوفی شول، ویلی گرف، الکساندر شومورل و پروفسور کورت هوبر عضو این گروه بودند. این گروه با انتشار اعلامیه و بیانیه و نقاشی‌های دیواری در برابر نازی‌ها به مبارزه و مخالفت پرداختند. فعالیت‌های رز سفید در مونیخ در ۲۷ ژوئن ۱۹۴۲ آغاز و با دستگیری اعضای اصلی توسط گشتاپو در ۱۸ فوریه ۱۹۴۳ به پایان رسید. اعضای اصلی و همچنین سایر اعضا و حامیان این گروه که در توزیع این جزوات نقش داشتند در دادگاهی موسوم به دادگاه خلق (Volksgerichtshof) محکوم به اعدام یا حبس ابد شدند.

## اعدام
در ۲۲ فوریه ۱۹۴۳، کریستوف پروبست و خواهر و برادر شول محاکمه و به اعدام محکوم شدند. حکم اعدام با گیوتین توسط قاضی رولاند فرایسلر، که به تعیین احکام حتی قبل از محاکمه شناخته شده بود، صادر شد. احکام آنها در همان روز در زندان اشتادلهایم در مونیخ اجرا شد.
گورهای آنها ممکن است در گورستان نزدیک محل اعدام آنها باشد.